# ميغيل أريناس
ميغيل أريناس (بالإسبانية: Miguel Arenas)‏ هو ممثل مكسيكي وإسباني، ولد في 1902 في أليكانتي في إسبانيا، وتوفي في 3 نوفمبر 1965 في مدينة مكسيكو في المكسيك.

## وصلات خارجية
- ميغيل أريناس على موقع IMDb (الإنجليزية)
- ميغيل أريناس على موقع قاعدة بيانات الفيلم (الإنجليزية)